# Spavaj čedo, spavaj
"Spavaj čedo, spavaj" e 2-рият албум на сръбско-циганския изпълнител Мухарем Сербезовски. Включва 4 песни на грамофонна плоча, като тук включва и цигански фолклор и първите си авторски произведения.

## Песни
1. Spavaj čedo, spavaj
2. Da nema ljubavi
3. Slavuj sa neba
4. Zeleno, zeleno